# Florence, Kentucky
Florence är en stad i Boone County Kentucky, USA. Staden har 31 946 invånare (2020), på en yta av 26,81 km².